# Renato Mambor
Renato Mambor (* 4. Dezember 1936 in Rom; † 6. Dezember 2014 ebenda) war ein italienischer Maler und Schauspieler.

## Leben
Mambor begann Ende der 1950er Jahre als Darsteller beim Film; nach etwa 20 Rollen entschloss er sich, sich auf seine Karriere als Maler zu konzentrieren. Zahlreiche Ausstellungen und Teilnahmen folgten; nach dem bereits 1960 erhaltenen Premio di incoraggiamento waren seine Werke auf der Mailänder Triennale, drei Mal auf der Biennale Venedig und im Ausland zu sehen.
Mit der von ihm 1975 gegründeten Theatergruppe Trousse war er jedoch auch immer wieder auf der Bühne zu sehen, bis er sich in den 1990er Jahren endgültig der Malerei zuwandte. 1959 hatte seine erste Ausstellung in der Galleria Appia Antica stattgefunden. Seine danach entstandenen Bilder „widmen sich der Begegnung des Menschen mit seinem anderen Selbst sowie mit dem Verhältnis von Kunst und Wirklichkeit“.

## Filmografie (Auswahl)
- 1960: Der Bucklige von Rom (Il gobbo)
- 1960: Un dollaro di fifa
- 1960: Unschuld im Kreuzverhör (Il rossetto)
- 1966: Jonny Madoc (Due once di piombo)
- 1967: Andere beten – Django schießt (Se vuoi vivere… spara!)
- 1967: Der Sohn des Django (Il figlio di Django)
- 1967: Western Jack (Un uomo, un cavallo, una pistola)